# House music
Pour les articles homonymes, voir House.
Sous-genres
Acid house, balearic beat, deep house, diva house, electro swing, funky house, future house, hardbag, microhouse, tribal house
Genres dérivés
Electroclash, electro house, New beat, Eurobeat, techno, UK garage, speed garage, trance, dance-pop, 2-step garage, gabber, moombahton
Genres associés
Acid house, deep house, disco house, future house, hip-house, latin house
La house music (prononcé en anglais : [ha.us mju.zik]), ou simplement house, est un courant musical lancé au début des années 1980 à Chicago. Originellement liée à l'histoire des DJ, son nom provient du Warehouse, club de Chicago où officiait le DJ Frankie Knuckles. La house est constituée d'un rythme minimal et d'une ligne de basse proche du funk auxquels s'ajoutent souvent des voix, samplées ou non.
Si Frankie Knuckles, en tant que DJ, est le précurseur du genre, les premiers producteurs de house sont Chip E. (Like This, It's House), Adonis avec No Way Back, Steve « Silk » Hurley (Music Is the Key, Jack Your Body), Marshall Jefferson et le fameux The House Music Anthem (Move Your Body), Keith Farley et son Love Can't Turn Around (1986) et Larry Heard, qui composera sous le pseudonyme de Mr. Fingers l'hymne deep house Can You Feel It dont l'une des versions est agrémentée d'un discours de Martin Luther King. Réalisés en 1983 par Jesse Saunders et publiés sur le label Mitchbal, les morceaux On and On et Funk U Up sont considérés comme les deux premières créations de house. Si tous ces artistes viennent de Chicago, la house n'a cependant jamais été uniforme et dès 1988 apparaît par exemple la hip-house avec Fast Eddie et le titre Yoyo Get Funky, mêlant à la house les racines electro du hip-hop.
Même si la house est originaire de Chicago, la ville de New York développe rapidement une scène très active, particulièrement portée vers le garage, house vocale héritière du disco, inspirée par le club où jouait le DJ Larry Levan, le Paradise Garage. Détroit a développé en parallèle la techno. Le terme de « New Jersey house » était un temps utilisé pour désigner la deep house de la côte est des États-Unis, dont le groupe Blaze est encore un représentant. Mel Cheren, légende de la nuit new-yorkaise, qualifiait la house de disco on the budget (disco au rabais). De fait, cette musique s'est caractérisée dès ses débuts par des moyens de productions réduits, un côté « artisanal ». Les précurseurs du genre enregistraient leurs morceaux sur cassettes dans le seul but que les DJs de Chicago les passent en club. Ces expériences ont façonné la « Culture Club » et sa mythologie. Le disque vinyle est rapidement devenu le support privilégié de cette musique. Actuellement, la production house est toujours d'actualité et est principalement jouée dans des lieux spécialisés et dans certaines boîtes de nuit.

## Histoire

### Précurseurs
La house est un genre musical descendant du disco des années 1970. Elle mélange des styles musicaux comme la soul, le RnB, la funk, la salsa, le rock ou la pop avec un message progressiste et pro-diversité. À la fin des années 1970, le disco commence à introduire des sons électroniques, comme dans la production de Giorgio Moroder du single de Donna Summer I Feel Love en 1977. La même année, l'album de Kraftwerk, Trans-Europe Express, commence à être joué dans les clubs new-yorkais. Cet album contient un certain nombre d'éléments et de sons apparus plus tard dans des productions techno et drum and bass. Au début des années 1980, les DJ de Chicago sont les premiers à expérimenter la house music en mixant deux exemplaires du même titre disco. En utilisant cette technique, les DJ ont pu répéter certains passages, en sauter d'autres et étendre la durée des voix ce qui leur permet de créer des remixes du titre original. Cette technique de remix à double exemplaire a finalement conduit les producteurs à créer leurs propres rythmes pour les DJ, en opposition au remix de vieux titres disco.
En 1984, le groupe canadien Lime sort un album avec un style appelé hi-NRG, qui est inspiré des sons de Giorgio Moroder et de Kraftwerk de la fin des années 1970 pour donner un style accrocheur avec l'utilisation de boîtes à rythmes et de break dans le rythme. Les mixs club de M and M et le titre On and On de Jesse Saunders ont utilisé beaucoup d'éléments provenant de la dance qui se développe à partir des sons house, comme l'utilisation de synthés (dont la 808 et la 303) ou de voix de très courte durée. On and On est considéré comme le premier titre house à être sorti, pressé et vendu au grand public. Ce morceau est souvent cité comme étant le « premier enregistrement house, », bien que d'autres exemples de la même période comme Music is the Key de Steve « Silk » Hurley (1985) soient aussi cités. La house music incorpore aussi d'autres influences, comme la new wave et la synthpop européenne, la musique industrielle, le punk, le reggae tout comme le hip-hop qui était alors un style émergeant. Les DJ de house music ont expérimenté de nouvelles techniques d'édition comme le remix, le sampling et d'instruments électroniques comme les synthétiseurs et les séquenceurs.

### Origines du terme

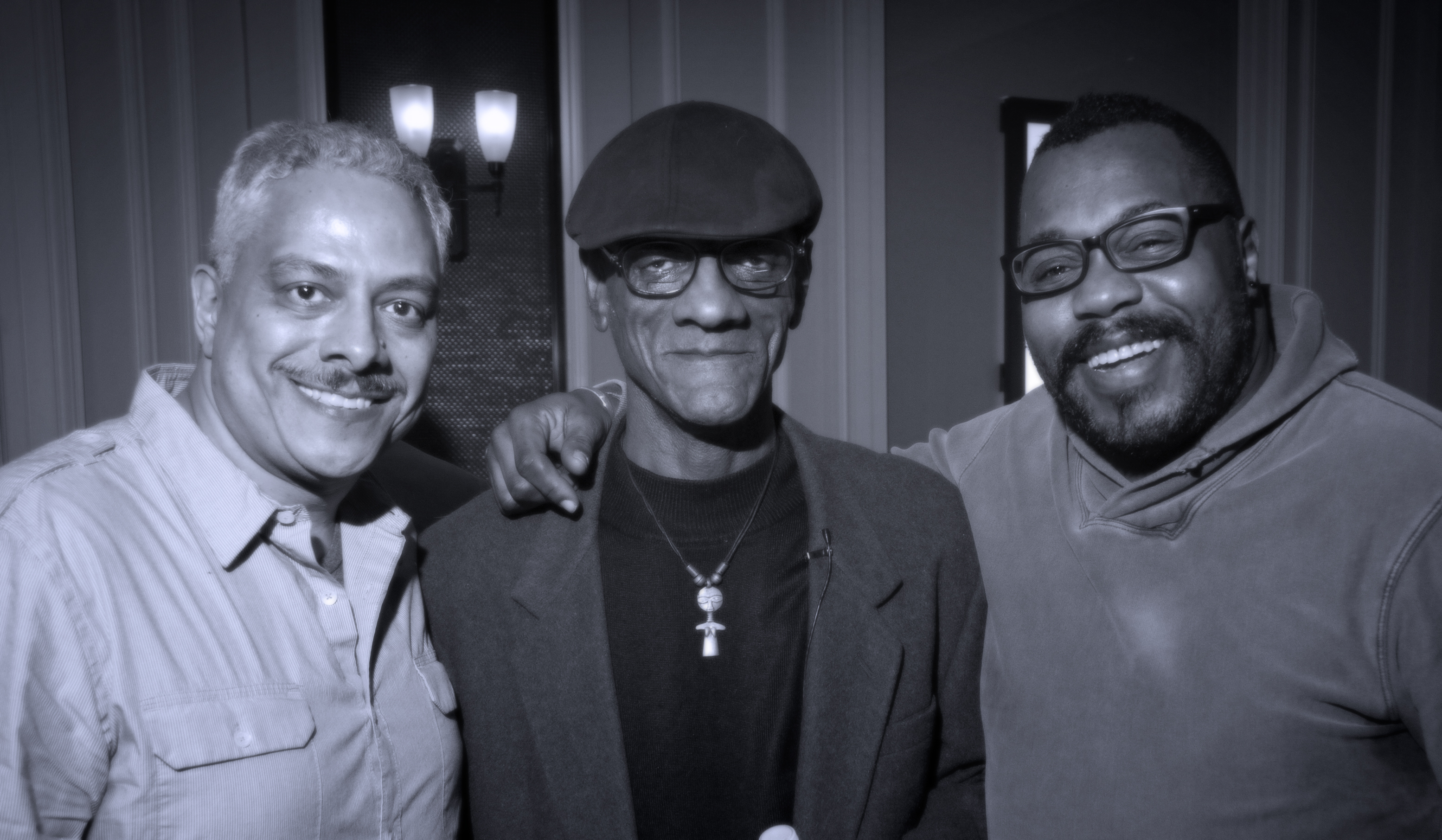
Alan King, Robert Williams et Derrick Carter, pionniers de la house.

Les origines du terme « house music » sont contestées. Le terme pourrait trouver son origine dans le nom d'un club, The Warehouse, anciennement l'une des boîtes de nuit devenues populaires auprès des jeunes vivants dans la région de Chicago à la fin des années 1970 et au début des années 1980. The Warehouse est tout d'abord fréquenté par les communautés gay, afro-américaine et hispanique qui venaient pour danser sur les mixs du DJ Frankie Knuckles à base de disco classique, de new wave et synthpop européenne, de musique industrielle et de punk. Knuckles sortait ses titres dance et ses mixs sous les labels D.J. International Records et Trax Records. Ces titres dance se sont fait connaître sous le nom de « house music ». Le club obtient une très bonne notoriété au milieu des années 1970 et cette dernière augmente considérablement à la fin des années 1970. Les productions de Knuckles augmentent à cette période et son mix de la chanson de Jamie Principle Your Love est considéré par beaucoup comme le titre ayant lancé la house.
Le morceau It's House de Chip E. aide aussi à définir cette nouvelle forme de musique électronique. Chip E. revendique le fait que le nom vient des méthodes d'étiquetage des disques dans le magasin de disque Imports Etc. dans lequel il travaille au début des années 1980 ; le style que jouait DJ Knuckles au nightclub Warehouse était référencé dans le magasin par « As Heard at the Warehouse » (entendu à la warehouse), qui est ensuite raccourci pour donner « house music ».
Larry Heard, dit Mr. Fingers, revendique le fait que le terme « house » vienne plutôt des premiers DJ qui créaient de la musique dans leur propre maison (house en anglais) en utilisant des synthétiseurs et des boîtes à rythme dont le Roland TR-808, le Roland TR-909, et la Roland TB 303, un synthétiseur-séquenceur de basses. Ces synthétiseurs ont été utilisés pour créer une sous-catégorie de la house music appelée acid house.
Juan Atkins, l'un des fondateurs de la techno de Détroit, prétend que le terme « house » reflète l'association exclusive de titres en particulier avec des DJ ; ces titres étaient leurs titres maison (« house » records, à l'instar d'une recette maison dans un restaurant).

### Chicago

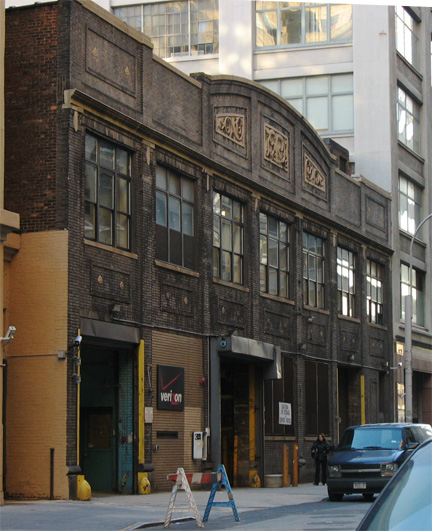
Paradise Garage, discothèque située à New York.

La house music se développe localement dans les maisons, les garages et les clubs de Chicago initialement pour les amateurs locaux de clubs underground sans objectif de vente commerciale. Par conséquent, les titres sont beaucoup plus conceptuels et plus longs que ceux habituellement diffusées à la radio. Les musiciens house utilisent des synthétiseurs analogiques et des séquenceurs pour créer et arranger les éléments électroniques et les samples de leurs chansons, en combinant des sons d'instruments traditionnels, des percussions et des voix soul. Les principaux disquaires ne disposent souvent pas de ces vinyls 12 pouces car ils ne sont pas disponibles chez les principaux distributeurs de disques. À Chicago, les magasins de disques comme Imports Etc., State Street Records, JR's Music et Gramaphone Records sont les principaux fournisseurs de cette musique. La musique est essentiellement disco jusqu'au début des années 1980, à l'arrivée de la première boîte à rythmes autonome. Les titres house bénéficient dorénavant d'un avantage en utilisant un mixeur et une boîte à rythmes. Ceci permet d'augmenter le prestige de DJ autodidactes. Les DJ de clubs underground comme Ron Hardy et les animateurs radio des Hot Mix 5 jouent des titres Italo disco tels que Dirty Talk et MBO Theme de Klein M.B.O., certains des premiers titres B-boy hip-hop comme Hip Hop, Be Bop (Don't Stop) de Man Parrish, ainsi que des morceaux electro à l'instar de Planet Rock et Looking For The Perfect Beat d'Afrika Bambaataa & The Soul Sonic Force. Ces genres influencent la house de Chicago à ses débuts.
Jesse Saunders connait le succès dans les clubs avec des titres plus orientés synthpop comme Come to Me de Gwendolyn, Dum Dum et le titre inspiré de l'italo-disco Undercover de Dr. Derelict, le premier succès house fait-maison ; cependant, On & On (1983), accompagné de paroles hypnotiques, d'une ligne de basse cinglante et de percussions synthétiques, demeure le premier disque house édité et vendu au grand public. En 1985, les titres historiques de Larry Heard Can You Feel It, Washing Machine et Mystery of Love s'insprient du jazz. Le son est créé à l'aide d'un Roland TR-707 et d'un Juno 6. Certaines de ces chansons aident à démarrer la mode de la deep house, laquelle avait un rythme moins rapide (110-125 BPM). La même année sort It's House de Chip E., qui est un bon exemple de musique house de Chicago à son stade primitif. En 1987, Acid Trax de Phuture montre le développement d'une sous-catégorie de la house appelée acid house qui est le fruit d'expérimentation avec une 303 par des musiciens de Chicago comme DJ Pierre.
Les premiers enregistrements house à avoir réellement fait parler d'eux étaient On & On de Jesse Saunders (1983), Like This de Chip E (1984) et Your Love de Jamie Principle et Frankie Knuckles. Ils utilisaient des rythmes complexes, une ligne de basse simple, la technologie du sampling et des voix minimalistes. En 1985, la house music domine les clubs de Chicago, domination largement due à la diffusion de ces titres sur la radio 102.7FM WBMX qui était le fruit du travail du directeur des programmes Lee Michaels et de l'équipe de DJ résidents de la radio, les Hot Mix 5.
La musique et les mouvements aident aussi par la révolution de la musique électronique. L'arrivée de matériel compact et bon marché comme les séquenceurs, les boîtes à rythmes (le Roland TR-909, le TR-808 et le TR-707), ainsi que des machines à percussion latine (TR-727) et des modules de basse (comme la TB-303) donnent aux créateurs de House music de plus larges possibilités dans la création de leur musique. Le sous-genre qui est l'acid house est développé à partir des expériences de DJ Pierre, Larry Heard et Marshall Jefferson avec les nouvelles boîtes à rythme.
Bon nombre de titres qui définissent la house music de Chicago sont sortis par DJ International Records et Trax Records. Respectivement en 1984 et en 1985, Trax fait paraître Jackin The Bass et Funkin' With The Drums Again de Farley « Jackmaster » Funk. En 1986, Trax fait paraître No Way Back d'Adonis, Can You Feel It et Washing Machine de Larry Heard (sous son pseudonyme habituel de Mr. Fingers), ainsi que l'hymne house Move Your Body de Marshall Jefferson, qui aide à augmenter la popularité de ce style en dehors de Chicago.
En 1989, Hurley transforme la douce balade Uh Oh Look Out de Roberta Flack en un titre dance très énergique.
En 1992, Release the Pressure de Leftfield aide à introduire un nouveau sous-genre de la house appelé house progressive.
La house music a aussi une influence dans le relais de messages politiques vers des gens considérés comme exclus de la société, notamment la communauté gay, et noire. Frankie Knuckles fait une bonne comparaison de la House en disant que c'était « l'église des gens tombés en disgrâce » et Marshall Jefferson le compare à « une ancienne religion dans laquelle les gens sont justes heureux et crient. » La deep house est similaire dans beaucoup de messages de liberté pour la communauté noire. Les deux albums house de Joe Smooth, Promised Land et I Have a Dream attribuent des messages similaires au discours de Martin Luther King, I Have a Dream. La house était aussi très sexuelle. Baby Wants to Ride de Jamie Principle commence par une prière.
La danse house elle-même est bien plus vieille que la house music. Elle apparaît dans les années 1970 avec la fin de l'ère disco au temps de la Warehouse à Chicago ainsi que du Loft et du Paradise Garage à New York. La danse house prend ses sources dans de nombreux éléments de danse issues par exemple de l'ère Lindy, de danses africaines, latines ou brésiliennes ou encore du jazz, du tap ou de la danse moderne. La danse house a été séparée en trois styles : le footwork, le jacking, et le lofting. Cela comprend tout un éventail de techniques et de sous-styles comme le skating, le stomping ou le shuffling. La danse house incorpore aussi de nombreux mouvements issus de sources comme le whacking, le voguing, la Capoeira, le tap et les danses latines comme la salsa. Une large variété de mouvements proviennent du jazz et du bebop et même de danses africaine ou latines. Un des premiers éléments de la danse house est une technique venant de Chicago à base d'ondulation du torse d'avant en arrière, comme si une vague passait à travers ce dernier. Lorsque ce mouvement est répété et accéléré pour suivre le rythme de la chanson, cela s'appelle du jacking, ou "the jack". Tous les jeux de pieds dans la danse house permettent d'initier la façon dont le jack fait bouger le centre de gravité dans l'espace. La house music et en particulier la deep house étaient des genres de musique critiqués qui apportaient l'immoralité et mettaient en avant différents aspects de l'orientation sexuelle et des minorités. La House était vraiment concernée par la sensualité du corps et la sensation de liberté sans avoir à se soucier de barrières extérieures.

### Techno de Détroit
La techno de Détroit se développe dans le milieu des années 1980. Bien qu'elle soit une forme musicale différente, ses pionniers ont également joué un rôle dans la diffusion internationale de la house music. La techno de Détroit est née lorsque le légendaire disc jockey The Electrifying Mojo animait sa propre émission de radio, influençant la fusion de sons éclectiques qui est la signature du son techno de Détroit. Ce son est influencé par l'electronica européen (Jean-Michel Jarre, Kraftwerk, Art of Noise), le B-boy Hip-Hop (Man Parrish, Soul Sonic Force) et Italo disco (Doctor's Cat, Ris, Klein M.B.O.), et est en outre lancé par Juan Atkins, Derrick May, Kevin Saunderson et Carl Craig les quatre pères de la techno. Juan Atkins sort NO UFO's (Metroplex Records), bien accueilli à Chicago, et qui est désormais considéré comme un classique. Il continue en 1986 en sortant le titre Technicolor. Derrick May, alias Mayday, sort Nude Photo en 1987 sur son label Transmat Records, et participe au démarrage de la scène techno de Détroit, qui est ensuite largement diffusée dans les mix du Hot Mix 5 et de nombreux clubs de Chicago. Une année plus tard, le label Transmat Records, en sortant le titre Strings of Life qui est devenu un des hymnes techno, commence à rencontrer le succès avec des titres comme Wiggin en 1988. De même, Derrick May a connu des succès sur le label Kool Kat Records avec beaucoup de remixes pour des artistes underground et des artistes très connus.
KMS Records, label fondé par Kevin Saunderson, contribue à la sortie de nombreux titres qui étaient tout autant des morceaux acid house que techno. Ceux-ci sont bien reçus à Chicago et sont diffusés dans les radios et clubs de la ville. On[Qui ?] citera notamment deux morceaux de Blake Baxter, When We Used to Play et Body Work, plusieurs de Saunderson lui-même comme Bounce Your Body To The Box, Force Field, The Sound, How To Play our Music, The Groove That Won't Stop et Groovin' Without Doubt (en collaboration avec Derrick May), tous ayant été réalisés entre 1987 et 1988. En 1988, alors que la house devenait de plus en plus populaire auprès du grand public, le duo formé par Kevin Saunderson et la chanteuse Paris Gray, Inner City, sort les hits Big Fun et Good Life, qui sont finalement repris par Virgin Records. En 1989, KMS connait un autre hit, Rock to the Beat qui est devenu un incontournable des clubs de Chicago et est plagié par le groupe One O One durant la vague new beat.

### Grande-Bretagne

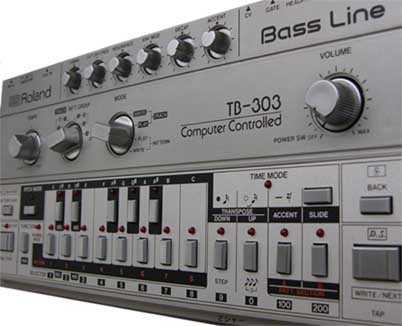
Le synthétiseur Roland TB-303, couramment utilisé dans la house music.

En Grande-Bretagne, la croissance de la house music rappelle le fameux Summer of Love et se manifeste entre 1988 et 1989. La house music avait une présence en Grande-Bretagne mais est le plus tôt apparue à Chicago, cependant on remarquait une forte distinction entre la House music de la scène gay et celle de la scène « hétéro ». La house music grandit principalement dans le nord de l'Angleterre, les Midlands et du Sud-Est. Inventé en 1982 par Factory Records, l'Hacienda à Manchester est devenu une extension de la « Northern soul », genre qui est la clé du succès de la musique anglaise de danse des clubs. Jusqu'en 1986, le club est en difficulté financière ; et la foule commence à augmenter que lorsque les DJ résidents (Pickering, Parc et Da Silva) commencent à jouer la musique house. De nombreuses venues de quartiers et des nuits de DJ ont également lieu à travers le Royaume-Uni, telles que les parties privées accueillies par Miss Moneypenny, contingent de Birmingham et de nombreux endroits à Londres. La house music est renforcée dans le Royaume-Uni par la présence, la même année de Frankie Knuckles, Marshall Jefferson, Fingers Inc (Heard) et Adonis et fait alors une tournée de DJ internationale. L'un des premiers airs anthemic, Promised Land de Joe Smooth, est repris et joué durant une semaine par le Style Concil. Le premier titre de house musique français est sorti en 1986 - Carino par T-Coy. Les européens contribuent également la musique house, et commencent la réservation des DJ de house américaine légendaires à jouer dans des grands clubs, tels que le Ministry of Sound, dont le résident, DJ Harvey apporte une place à Larry Levan.
La scène house urbaine comme celle de Birmingham, Manchester et Londres est également fournie par de nombreuses radios pirates et de grands DJ contribuent à renforcer cette musique déjà contagieuse, mais autrement ignorée par les grands, de la musique de ce genre. L'un des plus anciens et les plus influents labels d'enregistrement de house music du Royaume-Uni est Network Records (autrement connu sous le nom de Kool Kat documents) qui contribue à introduire de la musique de danse italienne et américaine en Grande-Bretagne ainsi qu'à sélectionner la promotion de musique de danse au Royaume-Uni. Mais la house est également en développement sur Ibiza.
Au milieu des années 1980, l'émergence de la balearic house est perceptible. Plusieurs clubs comme Amnesia, avec DJ Alfredo, jouent un mélange de rock, pop, disco et house. Ces clubs, alimentés par leur son distinctif et de l'ecstasy, commencent à avoir une influence sur la scène britannique. En fin de l'année 1987 des DJ comme Paul Oakenfold et Danny Rampling sont à Ibiza ce qui porte le son d'Ibiza à des clubs au Royaume-Uni comme le Shoom à Southwark (Londres), le Sky, le Future, le Spectrum et le Purple Raines à Birmingham. Aux États-Unis, le style est en cours d'élaboration pour créer un son plus sophistiqué, en passant juste au-delà des loops de batterie et de courts extraits. Basés à New York, les artistes interprètes Mateo and Matos, accompagnés de Blaze, produisent une variante disco house de liaison de pistes. À Chicago, Marshall Jefferson forme le groupe house Dix Ville (à partir de « l'intensité »). À Détroit, un son proto-techno commence à émerger formé par des chansons de Juan Atkins, Derrick May et Kevin Saunderson.
Atkins, un ancien membre de Cybotron, publie No UFOs sous le nom de Model 500 en 1985, qui devient un hit régional, suivi par des dizaines de titres sur Transmat, Metroplex et Fragile. Un morceau les plus inhabituels est Strings of Life de Derrick May, avec une partie plus sombre, plus intellectuelle que la souche principale de la house music. Techno-Scratch, morceau sorti par Knights of the Turntables en 1984, avait le même son que la techno de Cybotron. Le gestionnaire de Factory Nightclub, Tony Wilson, favorise également l'acid house culte dans son émission de télévision hebdomadaire. Les Midlands adoptent également cette musique à la fin des années 1980 avec la scène house des bas quartiers tels que les lieux de plusieurs étages, des parkings et des stations de danse plus correctes tels que le Digbeth Institute (maintenant le Sanctuary et maison à Sundissential).

### États-Unis
Retour en Amérique, où la scène ne progresse toujours pas au-delà d'un petit nombre de clubs à Chicago, Détroit et New York. Le Paradise Garage de New York est encore considéré comme le club par excellence ; Todd Terry, et sa reprise de Class Action de Larry Levan mixant Week-end, montre une fusion entre disco des bas quartiers, house, et influence hip-hop avec l'échantillonnage plus rapide et plus robuste de la ligne de basse. Alors que le hip-hop est couramment mixé, les seuls autres choix musicaux de cette période sont le rock, la country ou encore le RnB. D'autres producteurs et DJ notables de l'époque, comme Bobby Konders, Tommy Musto, Frankie Bones, popularisent leurs œuvres musicales à l'échelle internationale dans les années 1980. En fait, bon nombre d'albums du nouveau label XL Recordings (Royaume-Uni) proviennent de ces artistes. D'autres influences de New York viennent du hip-hop, du reggae ; de nombreux producteurs et DJ de la ville de New York se mettent à en jouer pour la première fois (Erick Morillo, Roger Sanchez, Junior Vasquez, Danny Tenaglia, Jonathan Peters). Des producteurs tels que Masters at Work et Kerri Chandler commencent également à inaugurer un son garage plus riche repris par d'autres genres comme le jazz, le hip-hop et le downbeat.
À la fin des années 1980, Nu Groove Records fut prolongé, même s'il n'a pas lancé la carrière de Burrell Rheji et Rhano Burrell, collectivement connus comme Burrell (après un bref séjour sur Virgin America par Timmy Registford et Frank Mendez), avec l'essentiel de tous les DJ et Producteur la scène underground[incompréhensible]. Les Burrells sont considérés comme les pionniers du « New York Underground », et champions incontestés de ce style de house music. Plus de 30 de leurs communiqués sur ce label semblent soutenir ce fait[réf. nécessaire]. Dans le marché, Nu Groove Record, comme la Burrells', jouissent d'un culte qui perdure et la côte de leurs vinyles en parfait état peut monter jusqu'à 100 $ US ou plus dans le marché ouvert. Des groupes gospel et RnB influencés par Aly-us publient Time Passes On en 1993 (Strictly Rhythm), puis plus tard, Follow Me diffusée à la radio et joué dans les clubs. Un autre hit originaire des États-Unis, The Percolator de Cajmere, devient le prototype du sous-genre ghetto house. Au début des années 1990, des artistes tels que Cajmere lui-même (sous ce nom, ainsi que Green Velvet), DJ Sneak, Glenn Underground, et bien d'autres, composent de nombreux enregistrements. Les artistes de la Dance Mania relative, tels que DJ Rush, Robert Armani et son cousin Paul Johnson, enregistrent pour les deux et mixent dans des clubs européens. Derrick Carter est actif en tant que producteur et DJ au cours de cette période.
Des icône des labels de Détroit incluent 430 West, KMS, et Grooves Graves ; aux côtés de producteurs tels que Kevin Saunderson, Marc Kinchen, Octave One. Underground Resistance produit aussi bien des pistes garage qu'electro. Une partie de la scène de Los Angeles se constitue de soirées organisées par Hardkiss et des expatriés du Royaume-Uni comme Charles Webster.

### Succès commerciaux, 1987-1990
En 1987, Jack Your Body de Steve « Silk » Hurley est le premier titre house à se hisser en tête du Top 40 en Grande-Bretagne, bien que Love Can't Turn Around de Farley « Jackmaster » Funk avait déjà gagné une belle place dans les charts locaux en 1986. 1987 voit aussi Pump Up the Volume de M/A/R/R/S atteindre cette même première place dans le Top 40 britannique. En 1988, d'autres titres de house atteignent le top 10 comme House Arrest de Krush, un remix de Rok da House des Beatmasters, Beat Dis (no 2) et Megablast de Bomb the Bass , Doctorin' the House de Coldcut (featuring Yazz). Theme from S-Express de S'Express atteint la 1re place cette année-là et devient un tube international, en Europe et en Océanie. Theme from S'Express est un exemple de musique acid house aux influences disco et funk. Cette chanson utilise des samples provenant de la chanson de Rose Royce, Is It Love You're After, sur une Roland 303. Le single suivant, Superfly Guy, atteint aussi le top 10. Yazz connait un gros succès en Europe et en Australie avec sa reprise de The Only Way Is Up, no 1 au Royaume-Uni pendant plusieurs semaines durant l'été 1988. Big Fun devient dans ce pays le premier top 10 d'Inner City, le projet du DJ et producteur américain Kevin Saunderson, pionnier de la techno de Détroit. En octobre 1988, We Call It Acieed de D-Mob est no 3 au Royaume-Uni à la suite du second Summer of Love et d'une campagne de presse contre l'acid house et les premières rave parties, tandis que des titres acid-house progressent dans le classement, entrant ensuite dans le top 30 (Acid Man de Jolly Roger) ou le top 20 : Can You Party de Royal House (pseudonyme de Todd Terry), l'un des titres phare de ce sous-genre (no 14.
En 1989, Lil' Louis obtient un tube en Europe avec French Kiss. Ride on time de Black Box sample à l'origine la voix de la chanteuse Loleatta Holloway du hit disco de 1980, Love Sensation. Ride on Time atteint le sommet des charts britanniques (6 semaines no 1 et plus grosse vente annuelle de singles). C'est aussi un tube international, notamment en France. Ce titre est typique d'un sous-genre, l'Italo house, marqué par un riff de piano et des voix féminines. Pump Up the Jam (1989) de Technotronic est le premier titre house à atteindre le top 10 américain. Une année plus tard, Vogue de Madonna arriva en tête des charts du monde entier, devenant ainsi la plus grosse vente de single de WEA.

### Retour en Grande-Bretagne
En Grande-Bretagne, d'autres expériences dans le genre renforcent son appel. Des clubs house et rave comme Lakota, Miss Moneypenny's et Cream émergent à travers la Grande-Bretagne, maison d'hébergement des événements de la scène house et dance. Le concept de « chilling out » se développe en Grande-Bretagne avec la ambient house et des albums comme Chill Out par The KLF et Analogue Bubblebath par Aphex Twin. La chill-out est souvent définie comme l'un des genres différents, tels que l'air ambient, ou downtempo (plus tard) ou new age (encore plus tard). La fonction unificatrice du chill-out electro est soutenue par des tons longs et un son plus doux, plutôt que par le son bruyant de certains autres styles de musiques électroniques.
Dans le même temps, une nouvelle scène indie voit le jour, avec des groupes tels que les Happy Mondays, The Shamen, New Order, EMF, Meat Beat Manifesto. À New York, des groupes tels que Deee-Lite favorisent le développement de la musique house à échelle internationale. Deux chansons significatives de cette époque sont Little Fluffy Clouds de The Orb (avec un échantillon vocal distinctif de Rickie Lee Jones) et Wrote For Luck des Happy Mondays. La justice pénale du Royaume-Uni et la loi sur l'ordre public de 1994 sont une tentative du gouvernement d'interdire l'organisation de grandes manifestations de danse mettant en vedette la musique considérée à « pulsations répétitives ». Bien que ce projet de loi soit devenu une loi, en novembre 1994, elle a peu d'effet. La musique continue de croître et de changer, comme le démontre l'émergence de groupes comme Leftfield avec Release the Pressure, qui mêle musique dub et reggae à la house. En plus d'enregistrements commerciaux, un mélange de RnB avec des basses plus fortes est utilisée. La house music s'inspire de nombreux autres genres, y compris la scène de la culture du club. À l'instar des années 1970, celles de la scène des clubs disco, la scène musicale house est associée à un certain nombre de médicaments utilisés pour améliorer l'expérience de la danse, comme le nitrite d'amyle poppers, l'ecstasy, la kétamine et le GHB.
En outre, comme la scène disco qui la précède, les boîtes de nuit house attirent un mélange de biens culturels et de groupes raciaux. Des morceaux comme The Bouncer de Kicks Like a Mule utilisent la vitesse des breakbeats dérivés du hip-hop. La chanson On a Ragga Tip de SL2 donne les bases de ce qui allait devenir le drum and bass et le jungle. Initialement appelé breakbeat hardcore, il se popularise dans les clubs londoniens comme le Rage. Des labels comme Moving Shadow et Reinforced deviennent les préférés des bas quartiers.
La techno hardcore londonienne est un style de musique que Moonshine Music fait paraître, caractérisée par un tempo dépassant les 160 BPM. La musique garage du Royaume-Uni le développe plus tard. Une nouvelle génération de clubs comme Cream de Miss Moneypenny's situé à Liverpool (par opposition à l'originale nuit des bas quartiers, C.R.E.A.M.) et Ministry of Sound ouvrent afin de fournir des sons plus commerciaux. Deux labels de musique fournissent des musiques exclusivement house tel que Defected in the House ou Stricly Rythms.

### Années 2000
Richard M. Daley, le maire de Chicago proclame le 10 août 2005, « Jour de l'Unité de la House » à Chicago, en célébration du « 21e anniversaire de la house music » (en fait, le 21e anniversaire de la fondation de Trax Records). La proclamation du 10 août 2005 reconnait que Chicago est « le domicile et la capitale de la house music » et que les musiciens de house « ont été inspirés par l'amour de leur ville, avec le rêve qu'un jour leur musique puisse propager un message de paix et d'unité dans le monde entier. ». Des DJ tels que Frankie Knuckles, Marshall Jefferson, Paul Johnson, Curtis Jones et Mickey Oliver ont célébré la proclamation à la Summer Dance Series, un événement organisé par le département des affaires culturelles de la ville de Chicago.
Dans le milieu des années 2000, de nombreux genres de house sont apparus tels que l'electro house, la tech house, la house minimale ou encore la fidget. Cette fusion se manifeste dans la liaison de styles musicaux par des artistes tels que Dennis Ferrer et Booka Shade, avec son style de production ayant évolué à partir de la scène soulful de New York et le second possède des racines ancrées dans la techno. De nombreux DJ peuvent être entendus mélangeant tous les sous-genres de la house et le plus grand nombre des meilleurs éléments musicaux est partagé entre ces sous-genres.

### Années 2010

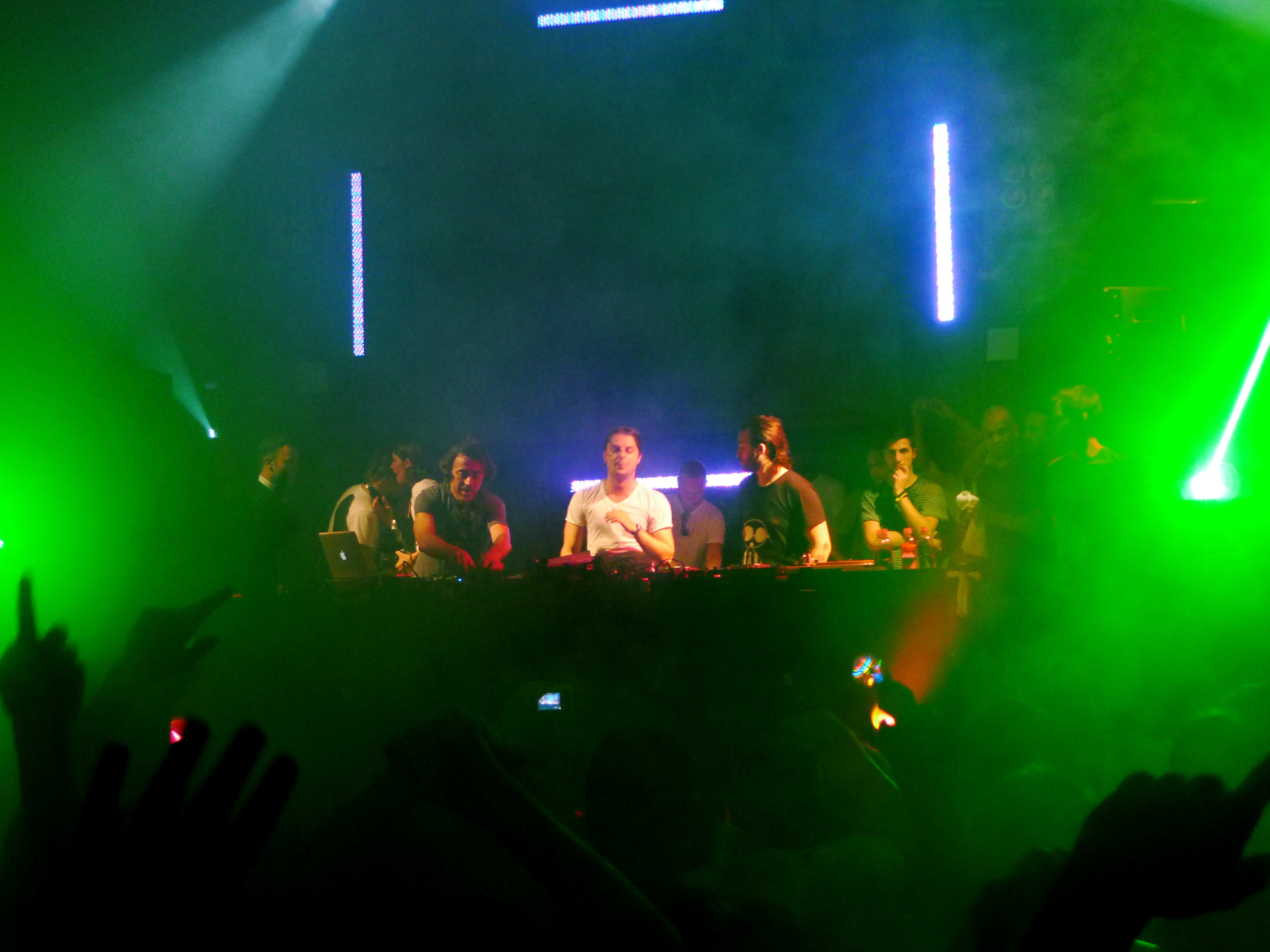
Swedish House Mafia en 2011.

Dans les années 2010, la house respectant les sonorités d'origine se joue dans des clubs dits underground où le public est souvent averti. Elle est jouée par exemple par ces artistes : Jeremy Underground, Motor City Drum Ensemble, Phil Weeks et Detroit Swindle.
La Suède assiste à l'émergence de la « house progressive suédoise » avec Sebastian Ingrosso, Axwell, et Steve Angello. Ces artistes réussissent leur carrière solo, et forment en parallèle le groupe Swedish House Mafia, qui atteint les charts notamment grâce au single Don't You Worry Child publié en 2013. Avicii, DJ et compositeur du genre, atteint le succès avec des hits comme Hey Brother, Addicted to You, The Days, The Nights, et Levels. Alesso, lui, collabore avec Calvin Harris, Usher, et David Guetta. En France, Justice mêle garage et rock alternatif à leurs morceaux pop inspirés house. Skrillex, lui, mêle dubstep et pop dans ses morceaux UK house.
Diplo, et d'autres artistes nord-américains notables comme Deadmau5, Kaskade, Steve Aoki, Porter Robinson et Wolfgang Gartner, sont reconnus dans le genre dans les années 2010. Leur popularité grandissante mène à l'émergence des styles electro house et house progressive dans la musique populaire, comme en témoigne le single Sunshine de David Guetta et Avicii et le remix du morceau In the Air d'Axwell,.
Des genres comme le big room house se popularisent dans des festivals de renom comme le Tomorrowland, l'Ultra Music Festival, et l'Electric Daisy Carnival. La tropical house atteint le top 40 de l'UK Singles Chart en 2015 avec des artistes comme Kygo et Jonas Blue. En 2016, un nouveau genre de house émerge sous le nom de lo-fi house.

## Caractéristiques
La house est un style musical au tempo relativement rapide. Les tempos standards de la dance moderne sont moins élevés, généralement entre 118 et 135 BPM — à peu près 10 BPM de moins que le disco.
L'élément commun des titres house est l'utilisation de kick drum (grosse caisse) à chaque battement (aussi connu sous le nom de battement four-to-the-floor), généralement créé par une boîte à rythme ou un sampler (échantillonneur). La piste de batterie est remplie de rythmes à base de charleston qui contient presque toujours un charleston ouvert sur la croche à contretemps entre chaque battement, et un son de caisse claire ou de clap sur les battements deux et quatre de chaque mesure. Ce motif est dérivé du rythme de « four-on-the-floor » des années 1960 et surtout des batteurs disco des années 1970. Les producteurs échantillonnent généralement des sons de batterie pour créer des sons plus complexes, et adaptent le mix pour les grosses sonorisations des clubs en atténuant les fréquences moyennes (bande de fréquence contenant les fréquences fondamentales de la voix humaine et de certains instruments) pour privilégier le son de la basse et des charlestons.
Les producteurs de house utilisent de nombreuses sources de sons pour la basse. Ces sources vont de la répétition d'une séquence créée électroniquement à l'aide d'un synthétiseur comme un Korg M1, un Roland SH-101 ou une TB-303, jusqu'à des enregistrements en studio d'échantillons de musique jouée en direct par des bassistes, ou simplement en filtrant des échantillons de titres classiques de funk ou de tout autre titre. Les pistes de basse de la house tendent à favoriser les notes qui entrent dans une seule gamme d'octave, tandis que les pistes de basses dans le disco alternent souvent entre des notes séparées par une octave. Certaines des premières productions House utilisaient des pistes de basse issues de titres disco. Par exemple, le producteur Mark « Hot Rod » Trollan copie les basses de la chanson de 1983 de Feels Good (Carrots & Beets) (d'Electra featuring Tara Butler) pour former les bases de sa production de 1986 Your Love par Jamie Principle. Frankie Knuckles utilisa les mêmes notes dans sa version encore plus connue de Your Love en 1987.
Les sons générés électroniquement et les samples de titres issus du jazz, du blues et de la synthpop, couramment utilisée sous le terme de new wave en Europe, en vogue durant toute la décennie des années 1980 et sont souvent ajoutés aux rythmes de batterie et aux pistes de synthétiseur. Les titres house incluent aussi des voix issues du disco, de la soul ou du gospel ainsi que d'autres percussions comme le tambourin. La techno et la trance, qui ont été développées à côté de la house, partagent cette infrastructure basique de rythme mais elles évitent généralement l'influence de la musique live utilisée par la house, comme les inspirations afro-américaines ou latines, pour préférer des sources sonores plus synthétiques.

## Genres connexes
L'appellation générique « house » rassemble de multiples variantes qui apparaissent et disparaissent au gré des modes. Cependant certaines ont une réalité stylistique tangible et définissent un style ou une provenance bien précise. Il faut noter que certains styles ne sont même pas vus comme existants pour certains fans, du fait que la house music est un style très large et variant au fil des modes, du temps, des technologies et surtout des différentes sonorités que lui apportent des artistes de partout dans le monde.
- Acid house : désigne les compositions utilisant les sonorités « acidulées » du synthétiseur Roland TB-303[35]. À l'origine conçue comme un outil économique pour les répétitions de guitaristes afin de leur apporter le soutien d'une ligne de basse programmable, la TB-303 connait un échec commercial à sa sortie en 1982 à cause de ses sonorités très synthétiques, incompatibles avec le jeu jazz ou rock. Cependant, elle connaîtra une seconde vie lorsqu'elle se verra réappropriée par les jeunes musiciens House de Chicago, qui plébiscitent ce synthétiseur peu onéreux aux capacités sonores puissantes et originales, conçu pour fonctionner avec d'autres éléments de la gamme Roland comme les boîtes à rythmes TR-808, TR-909, ou TR-606.

- Deep house : parfois synonyme de house originelle et désigne la première période de la house de Chicago. Parmi les artistes représentatifs : Larry Heard, Dennis Ferrer, Kerri Chandler, Theo Parrish, Moodymann, Underground Resistance.

- Disco house : style dansant, orienté vers les clubs et la vente commerciale.

- Electro house : sous-genre ayant émergé en 2006. Il est beaucoup plus accessible que les autres formes de house et possède un large public. Parmi les premiers artistes : Justice (groupe) et encore de nos jours de nombreux DJ se font connaître grâce à l'electro house : Chuckie, LMFAO, Benny Benassi, John Dahlbäck, Deadmau5 et plusieurs autres.

- French touch : définit les productions françaises qui mélangent les voix filtrées (flanger, compression, EQ…), des samples disco et des lignes rythmiques puissantes, largement empruntées à la Chicago house et au garage house[35]. Les artistes les plus connus de cette scène sont Daft Punk, Air, St Germain (musicien), Laurent Garnier, Bob Sinclar, Étienne de Crécy.

- Funky house : style beaucoup plus ancré dans le funk et beaucoup moins dans le disco. L'appellation Funky house se veut également employée dans certaines pièces musicales House employant des synthétiseurs et des lignes rythmiques caressant le mouvement musical Motown et disco même si cette appellation n'est pas toujours véridique dans cette circonstance. Le label britannique Ministry of Sound via leur sous-label Hed Kandi (racheté en 2006 à un groupe de DJ) et le label new-yorkais Subliminal Records de Erick Morillo sont mondialement connus pour leurs productions et compilations comprenant de nombreuses pièces funky house.

- Future house : style qui prend sa source dans la deep house et qui se caractérise généralement par des stabs de synthétiseurs, une mélodie dite en sourdine accompagnée d'un drop métallique et élastique. Ce style de house est lancé dès 2013 par l'impulsion de Tchami, DJ parisien et de Oliver Heldens, DJ néerlandais. Il est devenu un style très en vogue et extrêmement popularisé du fait de l'augmentation du nombre de DJ en lien avec ce style tels que Curbi, Don Diablo, Shaun Frank ou Lucas & Steve.

- Garage house : bien que sa production ait cessé, elle est une descendante directe du disco et l'une des principales sources d'inspiration de la house. À peu près tout le monde s'accorde à dire que ce style découle du Paradise Garage de New York où résidait le légendaire DJ Larry Levan.

- Ghetto house : variante de la house et de l'acid house, parfois alimentée d'un chant hip-hop, de scratches et de samples. Bien que très peu d'artistes soient reliés exclusivement à ce style, la majorité des artistes originaires de Chicago et ayant produit et diffusé de la techno de Détroit en a déjà produit et diffusé.

- Gqom : évolution du kwaito (Cf. ci-dessous).

- Kwaito : variante de musique house faisant usage d'échantillons sonores issus de musiques africaines, ayant émergé à Johannesbourg, en Afrique du Sud, pendant les années 1990.

- Latin house : style de house agrémenté de rythmes et chants latins. Edward Maya est un DJ et musicien très connu pour ce style.

- House progressive : mouvement musical trouvant ses origines en Grande-Bretagne durant les années 1990, qui possède des sonorités souvent confondues avec la trance, par un vocal et des synthés similaires accompagnant la production. Elle se distingue plus facilement par un tempo moins rapide que la trance, plus difficilement par les différences dans la structure des hi-hat/snares et des breakdowns. Ce style peut porter à confusion car certaines pièces house orientées vers les ventes commerciales et possédant des sonorités de la pop et de l'electro house sont catégorisées comme de la house progressive alors que celles-ci sont pourtant loin de ses sonorités d'origine. Les artistes les plus connus de ce style sont Sasha, John Digweed ou encore le très réputé label Anjunadeep (sous-label de Anjunabeats) propriété de Above and Beyond. Parmi les artistes notables : Arty, DubVision, Martin Garrix, KSHMR, Vicetone ou encore Axwell.

- Lo-fi house : genre de house qui rencontre de plus en plus de succès depuis 2016[36]. Il est caractérisé par un son lo-fi, un son sale (opposé au conformité de la musique en général) provoqué par divers effets comme de l'overdrive et le saturator. Il présente souvent un aspect plus mélancolique et poétique que la house classique. Ses représentants notables sont DJ Seinfeld, DJ Boring, et Ross From Friends[37],[38].

- Microhouse (ou house minimale) : style qui se rapproche de la techno minimale et de la tech house mais en est différent par ses sonorités inspirées du funk et du glitch et par sa structure plus sobre. L'artiste le plus connu de ce style est sans aucun doute Ricardo Villalobos.

- Speed garage : similaire au garage house mais s'en écartant par son tempo plus rapide et sa structure syncopée et moins linéaire ainsi que des ajouts de nombreux effets. Craig David reste le principal représentant de ce style.

- Tech house : tout comme la deep house, elle est underground. Elle se trouve à la charnière entre la techno (pour le tempo et les rythmes) et la house (pour l'usage des samples et des lignes de basse). Elle a vécu une première vague de popularité vers le début des années 2000 par son style très cru et apprécié de nombreux fêtards européens. Elle est majoritairement jouée dans les clubs undergrounds d'Europe mais elle commence à gagner en popularité dans les clubs et after-hours d'Amérique du Nord, notamment à Miami, Los Angeles, Toronto et Montréal depuis 2009. Parmi les artistes notables : Tiefschwarz, et John Tejada.

- Tribal house : comprend des sonorités africaines, notamment des percussions et des chants tribaux. Le label Ministry of Sound et de nombreux artistes associés ont apporté au courant des années ce genre de percussions dans de nombreuses productions. Il est à noter que ce style se veut souvent associé à la tech house ou la deep house par la diversité musicale qu'il y apporte. Les artistes Steve Lawler et Noir, tous deux très populaires dans l'underground, ont largement popularisé les percussions et chants tribaux à travers la tech house et la deep house à partir de l'année 2008.

- Witch house : variante occulte, inspirée du mouvement hip-hop chopped and screwed et agrémentée de sons industriels, de structure syncopée, de voix filtrées et de synthétiseurs inspirés du son puriste du garage house et de la techno de Détroit.